# Hôtel de la Caisse d'épargne d'Abbeville
Pour d'autres hôtels homologues, voir Hôtel de la Caisse d'épargne.
L'hôtel de la Caisse d'épargne est un bâtiment du XIXe siècle, à Abbeville, en France. Il a autrefois accueilli un établissement bancaire, pour lequel il a été construit.

## Situation et accès
L'édifice est situé au no 10 de la rue Sainte-Catherine, à l'angle de la rue Chasserats, au nord du centre-ville d'Abbeville, et plus largement à l'ouest du département de la Somme.

## Historique

### Concours
Un concours dont le sujet est le projet d'un hôtel pour la Caisse d'épargne est ouvert jusqu'au 1er janvier 1865, avec les contraintes suivantes :

« L'édifice devra contenir : une salle d'attente pour les déposants, des bureaux disposés avec guichets, un bureau spécial pour le caissier, une salle d'archives pouvant servir en même temps de salle de délibération pour le conseil des directeurs, un logement pour le caissier, un logement pour le concierge. La construction sera en briques, avec soubassements, entourages de fenêtres et toutes autres parties saillantes en pierre de vergelet. — Le maximum de la dépense ne
devra pas déparier 50,000 fr. »

— Extrait du programme du concours
La première prime de 1 000 francs est décernée à Georges Simon, architecte à Rouen, déjà auteur de l'hôtel de la Caisse d'épargne de cette ville. La deuxième prime est obtenue par Léopold Dingeon, architecte à Abbeville. Quatre médailles en bronze, en tant que mention honorable, sont décernées par le Conseil à quatre projets qui n'ont pu être admis pour concourir pour les primes ayant été déposés après la date du 1er janvier ; parmi ceux-ci est celui Paul Fauré, architecte à Paris.

### Construction
L'édifice est élevé en 1867 sur les plans de Georges Simon.

### Occupations et vente
Après les bombardements de 1940 et jusqu'en 1960, la salle du conseil accueille la  Société d'émulation d'Abbeville, avant qu'elle ne déménage dans le nouvel hôtel de ville. Durant l'entre-deux-guerres, l'architecte Marcel Dingeon entreprend des travaux de modernisation. Enfin, le groupe Caisse d'épargne, propriétaire du bâtiment, le met en vente dans les années 2010,.

### Incendie
Le 31 janvier 2018, la toiture de l'hôtel est en proie aux flammes. Aux environs de 13 h 40, des riverains remarquent une fumée sortant de la cheminée de ce bâtiment, désaffecté depuis des années. Cette fumée noircit alors que les pompiers arrivent 5 minutes plus tard. Ils pénètrent à l'entrée du bâtiment, s'assurent qu'il est bien vide et arrivent à maîtriser le feu peu après 14 h. L'incendie reste circonscrit au grenier, grâce à l'intervention des 23 pompiers. Le sous-préfet d'Abbeville, Benoît Lemaire, se présente également sur les lieux. Une enquête est par la suite confiée au commissariat d'Abbeville pour déterminer les causes de l'incendie dans un édifice dont l'alimentation en électricité et gaz n'est pourtant plus assurée,.
Plus d'un an après, la mise en sécurité du site, les premiers travaux d'urgence ainsi que les expertises sur le bâtiment ayant été réalisés, on prévoit une remise en état plus complète. Celle-ci devra se faire dans le respect des procédures voulues par les architectes des bâtiments de France, l'édifice étant dans une zone classée, et le groupe Caisse d'épargne, toujours propriétaire de celui-ci, effectue une étude de transformation. Les causes de l'incendie ne sont par ailleurs toujours pas clairement établies et l'enquête de police suit son cours.

## Structure
L'édifice s'élève sur trois niveaux, il est composé majoritairement en brique avec un chaînage beige, une toiture en ardoise et une charpente en bois. Cinq travées de fenêtres se succèdent avec une porte d'entrée située sur celle de droite. Au-dessus de celle-ci s'encastre une cartouche avec l'inscription « caisse / d epargne » ; une autre lui répond symétriquement au-dessus de la fenêtre de gauche avec l'inscription « creation / 1835 ». La partie supérieure de la lucarne de la fenêtre centrale du deuxième étage est ornée du blason de la ville. Un petit balcon longe les trois fenêtres centrales du premier étage, et dans la même portion trois soupiraux s'incrustent dans le soubassement.

Gravues issues du Moniteur des architectes paru en 1867
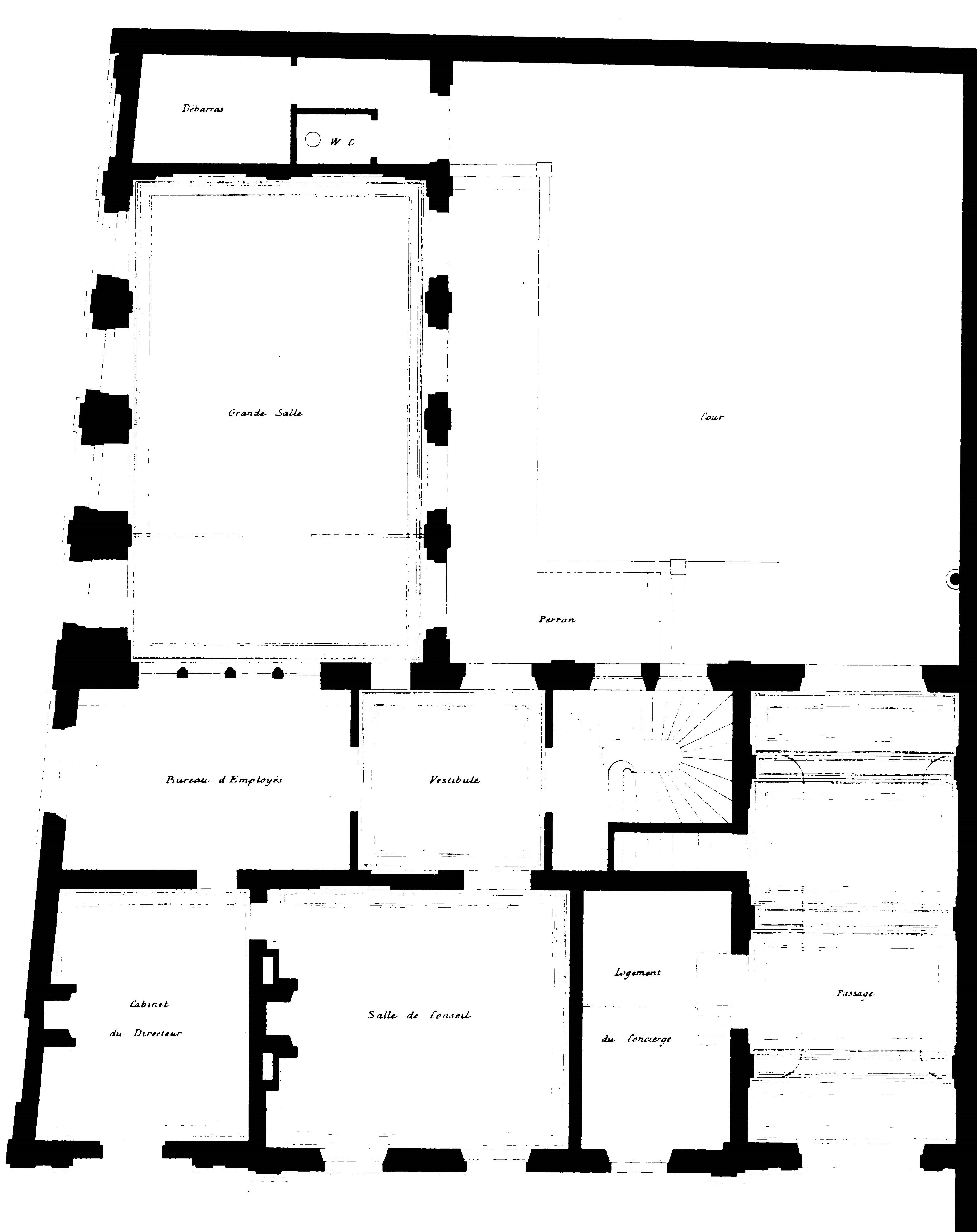
Plan du rez-de-chaussée.
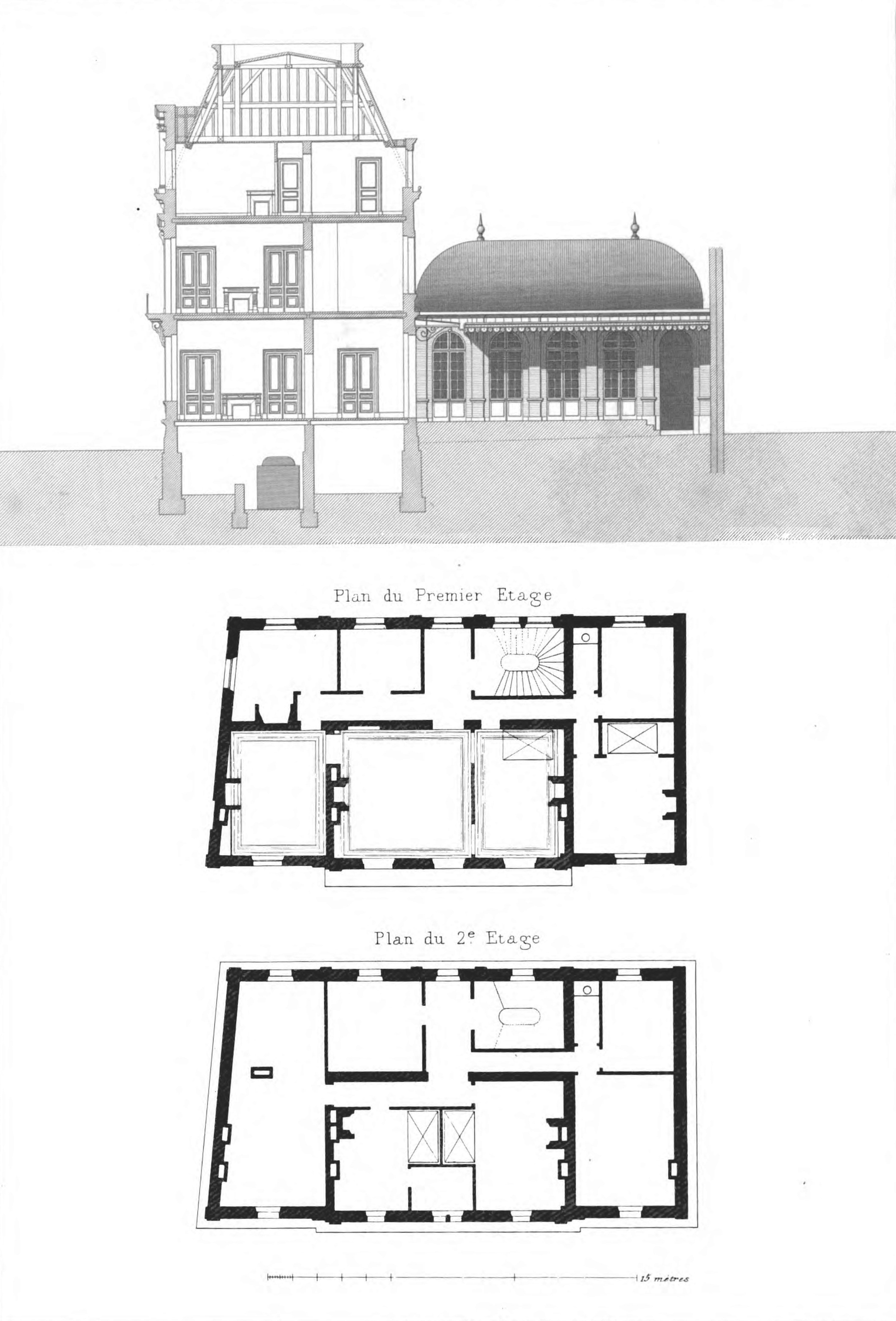
Vue de coupe et plans du premier et deuxième étages.